# فیودورفکا (شهرستان ایکریانینسکی، استان آستراخان)
فیودورفکا (به لاتین: Fyodorovka) یک منطقهٔ مسکونی در روسیه است که در استان آستراخان واقع شده‌است.